# پاپ! (ترانه)
«پاپ!» (انگلیسی: Pop!) ترانه‌ای از خواننده اهل کره جنوبی ایم نایون از نخستین آلبوم چندآهنگهٔ او به نام ایم نایون (۲۰۲۲) است. این ترانه در ۲۴ ژوئن ۲۰۲۴ از طریق جی‌وای‌پی انترتینمنت و ریپابلیک رکوردز به عنوان تک‌آهنگ آغازین این آلبوم چندآهنگه منتشر شد.

## جدول‌های موسیقی
| جدول (۲۰۲۲)                                        | بالاترین جایگاه |
| -------------------------------------------------- | --------------- |
| ۲۰۰ آهنگ جهانی (بیلبورد)                           | ۳۰              |
| هنگ کنگ (بیلبورد)                                  | ۱۶              |
| ژاپن (ژاپن هات ۱۰۰)                                | ۵               |
| تک‌آهنگ‌های ترکیبی ژاپنی (اوریکون)                   | ۶               |
| مالزی (بیلبورد)                                    | ۹               |
| تک‌آهنگ‌های داغ نیوزیلند (آرام‌ان‌زی)                  | ۱۷              |
| فیلیپین (بیلبورد)                                  | ۶               |
| سنگاپور (آرآی‌ای‌اس)                                 | ۷               |
| کره جنوبی (سرکل)                                   | ۲               |
| تایوان (بیلبورد)                                   | ۴               |
| فروش جهانی ترانه‌های دیجیتال ایالات متحده (بیلبورد) | ۷               |
| ویتنام (ویتنام هات ۱۰۰)                            | ۱۹              |

| جدول (۲۰۲۲)      | جایگاه |
| ---------------- | ------ |
| کره جنوبی (سرکل) | ۴      |

| جدول (۲۰۲۲)                                 | جایگاه |
| ------------------------------------------- | ------ |
| ۲۰۰ آهنگ جهانی به جز ایالات متحده (بیلبورد) | ۱۷۲    |
| ژاپن (ژاپن هات ۱۰۰)                         | ۷۶     |
| کره جنوبی (سرکل)                            | ۴۶     |

## گواهی‌نامه‌ها
| منطقه                                  | گواهی  | واحد گواهی‌شده/فروش |
| -------------------------------------- | ------ | ------------------ |
| ژاپن (آرآی‌ای‌جی)                        | پلاتین | ۱۰۰٬۰۰۰٬۰۰۰        |
| رقم فقط پخش جاری تنها بر پایهٔ گواهی‌ها. |        |                    |